# Shareshill
Shareshill är en civil parish i Storbritannien.   Den ligger i grevskapet Staffordshire och riksdelen England, i den södra delen av landet, 180 km nordväst om huvudstaden London. Antalet invånare är 718. Arean är 4,0 kvadratkilometer.
Terrängen i Shareshill är platt.